# Antarashat
Antarashat (o Antarrashat, in armeno Անտառաշատ; precedentemente Tort'in/Tort'n/Tortni/Dort'ni/Torini) è un comune dell'Armenia, precisamente della provincia di Syunik; nel 2010, ovvero nell'ultimo censimento, si contavano 120 abitanti.